# Emma Stoneová
Emily Jean „Emma“ Stoneová (nepřechýleně Stone; * 6. listopadu 1988, Scottsdale, Arizona) je americká herečka. Je držitelkou několika ocenění, včetně dvou Oscarů, dvou Zlatých glóbů a dvou cen BAFTA. V roce 2017 byla označena jako nejvýdělečnější herečka a téhož roku byla časopisem Time zařazena na seznam 100 nejvlivnějších lidí světa.
S herectvím začala jako dítě, kdy hrála v divadelní inscenaci Žabákova dobrodružství v roce 2000. Později se přestěhovala do Los Angeles a svůj televizní debut zaznamenala v reality show The New Partridge Family (2004), která zveřejnila pouze neprodaný pilot. Po malých televizních rolích se objevila v pozitivně přijatých komediálních filmech pro teenagery, jako jsou Superbad (2007), Zombieland (2009) a Panna nebo orel (2010), který byla její první hlavní rolí a obdržela za ni nominaci na Zlatý glóbus za nejlepší herečku v komedii. Po těchto průlomových rolích ztvárnila vedlejší roli v romantické komedii Bláznivá, zatracená láska (2011) a dobovém dramatu Černobílý svět (2011) a získala širší uznání díky roli v superhrdinském filmu Amazing Spider-Man (2012) a jeho pokračování z roku 2014.
Za ztvárnění zotavující se narkomanky v černé komedii Birdman (2014) a Abigail Masham v historickém dramatu Favoritka (2018) obdržela nominace na Oscara za nejlepší herečku ve vedlejší roli. Za role začínající herečky v romantickém muzikálu La La Land (2016) a vzkříšenou oběť sebevraždy ve fantasy filmu Chudáčci (2023) získala Oscara pro nejlepší herečku. Ztvárnila také tenistku Billie Jean Kingovou ve sportovním filmu Souboj pohlaví (2017) titulní roli v kriminální komedii Cruella (2021). Hrála také v komediálních minisériích Maniak (2018) a The Curse (2023).
Na Broadwayi ztvárnila Sally Bowlesovou v muzikálu Kabaret (2014–2015). Spolu se svým manželem Davem McCarym v roce 2020 založila produkční společnost Fruit Tree, pod kterou produkovali filmy Až skončíš se zachraňováním světa (2022), Problemista (2023) a I Saw the TV Glow (2024).

## Raný život a vzdělání
Stoneové se narodila ve Scottsdale ve státě Arizona jako dcera zakladatele a generálního ředitele dodavatelské společnosti Jeffreyho Charlese Stonea a ženy v domácnosti Kristy Jean Stoneové. Má mladšího bratra Spencera. Její dědeček z otcovy strany, Conrad Ostberg Sten, byl švédského původu a po jeho imigraci do Spojených států bylo jeho příjmení poangličtěno na „Stone“. Má také německé, anglické, skotské a irské předky.

Jako dítě měla dětskou koliku a často plakala; následně se jí v dětství vytvořily uzliny a mozoly na hlasivkách. Řekla, že když vyrůstala, byla „hlasitá“ a „panovačná“. Vystudovala Sequoya Elementary School a poté navštěvovala Cocopah Middle School. Ačkoli neměla ráda školu, řekla, že díky své povaze „se ujistila, že má všechna A.“ V dětství trpěla panickými atakami a úzkostí, což podle ní způsobilo pokles jejích sociálních dovedností.

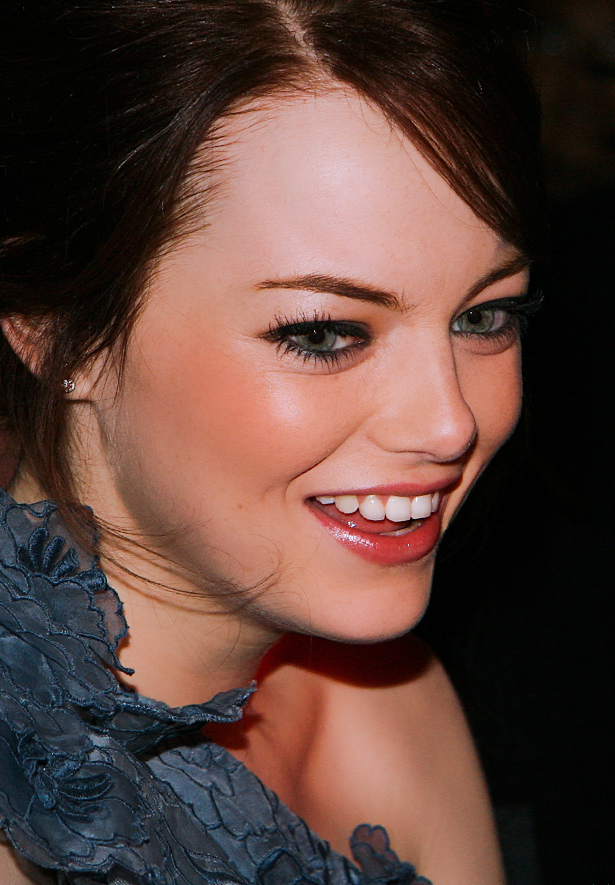
Stoneová na MFF v Torontu 2010

Stoneová se chtěla věnovat herectví už od svých čtyř let; původně chtěla kariéru ve scénické komedii, ale přesunula své zaměření na hudební divadlo a několik let chodila na lekce zpěvu. Na jevišti se poprvé objevila ve svých 11 letech v divadelní inscenaci Vítr ve vrbách. Stoneová byla dva roky vzdělávána doma a během této doby se objevila v 16 inscenacích, například Princezna na hrášku, Alenka v říši divů a Josef a jeho úžasný pestrobarevný plášť ve Valley Youth Theatre, regionálním divadle ve Phoenixu v Arizoně a vystupovala s divadelním souborem v improvizovaných komediích. V této době odcestovala do Los Angeles a neúspěšně se zúčastnila konkurzu na roli v dětském seriálu All That stanice Nickelodeon. Její rodiče ji později poslali na soukromé hodiny herectví k místnímu hereckému trenérovi.
Navštěvovala dívčí katolickou střední školu Xavier College Preparatory, ale po jednom semestru ze školy odešla, aby se stala herečkou. Svým rodičům připravila prezentaci v PowerPointu s názvem „Project Hollywood“ (obsahující píseň „Hollywood“ od Madonny z roku 2003), aby je přesvědčila, aby ji nechali přestěhovat se do Kalifornie a věnovat se herecké kariéře. V lednu 2004 se přestěhovala s matkou do bytu v Los Angeles. Poznamenala k tomu: „Účastnila jsem se konkurzu na každý jeden pořad na Disney Channelu a zkoušela jsem hrát dceru v každém jednom sitcomu“ a dodala: „Nakonec jsem nedostala žádný.“ Mezi konkurzy se zapsala do online středoškolských kurzů a měla brigádu v pekárně psích dobrot.
Když se Stoneová zaregistrovala do organizace Screen Actors Guild, jméno „Emily Stone“ již bylo zabráno. Zpočátku se rozhodla pro umělecké jméno „Riley Stone“ nebo „Emily J. Stone“ (jako Michael J. Fox), ale poté, co ztvárnila hostující role v televizních pořadech Médium a Malcolm v nesnázích, se rozhodla, že jí více vyhovuje jméno „Emma“, které si vybrala na počest Emmy Bunton ze skupiny Spice Girls. V roce 2024 prozradila, že požádala své kolegy a blízké spolupracovníky při natáčení, aby jí říkali Emily, a dodala, že dává přednost svému rodnému jménu před uměleckým.

## Kariéra

### Začátky kariéry (2004–2009)
Stoneová debutovala rolí Laurie Partridge v reality show In Search of the New Partridge Family (2004) stanice VH1. Výsledný pořad s novým názvem The New Partridge Family (2004) zůstal neprodaným pilotním dílem. Poté se objevila v hostující roli v sitcomu Lucky Louie, komika Louise C.K., na HBO. Ucházela se o roli Claire Bennetové ve sci-fi dramatu Hrdinové (2007) stanice NBC, ale neuspěla a později tuto zkušenost nazvala jako „skalní dno“. V dubnu 2007 ztvárnila roli Violet Trimble v akčním dramatickém seriálu Drive stanice Fox, ale seriál byl po sedmi epizodách zrušen. Stoneová zaznamenala svůj celovečerní filmový debut v komedii Superbad (2007) režiséra Grega Mottoly, ve které dále účinkovali Michael Cera a Jonah Hill. Film vypráví příběh o dvou středoškolských studentech, kteří projdou sérií komických neštěstí poté, co si plánují koupit alkohol na večírek. Aby ztvárnila lásku postavy Hilla, obarvila si vlasy na červeno. Kritik z časopisu The Hollywood Reporter ji označil za „přitažlivou“, ale měl pocit, že její role byla špatně napsaná. Svůj zážitek z hraní ve svém prvním filmu popsala jako „úžasný... [ale] velmi odlišný od jiných zážitků, které jsem od té doby zažila“. Film zaznamenal komerční úspěch a vynesl jí Young Hollywood Award za novou vzrušující tvář.

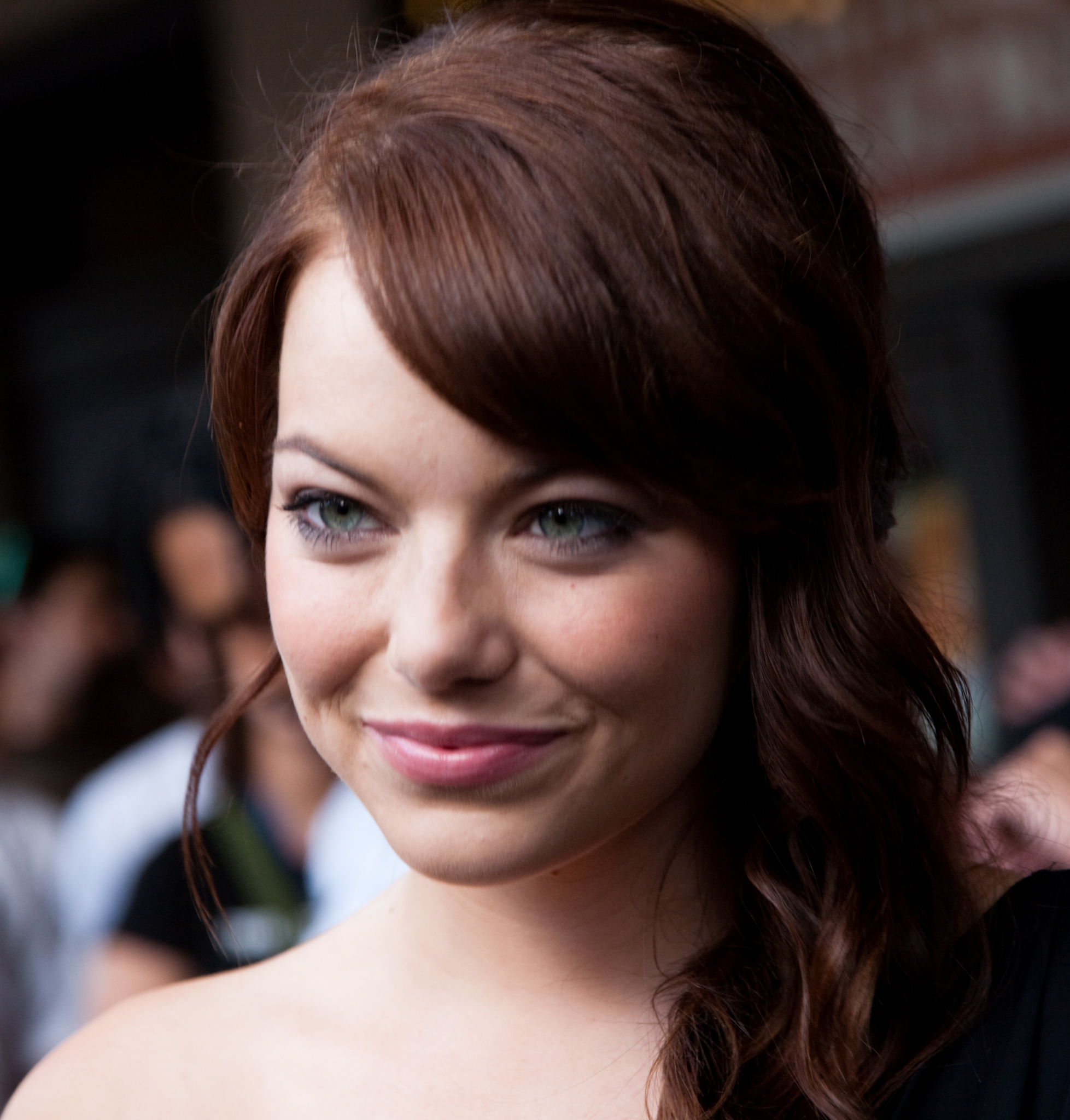
Stoneová v roce 2009

V následujícím roce si zahrála v komedii Rocker (2008), kde ztvárnila roli Amelie Stoneové, baskytaristka kapely se „seriózním výrazem“; pro tuto roli se naučila hrát na baskytaru. Stoneová, která o sobě tvrdí, že je „velmi usměvavá“, řekla, že pro ni bylo obtížné hrát postavu, jejíž osobnost je tak odlišná od její vlastní. Film a její výkon obdržel negativní recenze od kritiků a stal se komerčním neúspěchem. Její další film, romantická komedie Domácí mazlíček, se stala mírným komerčním úspěchem. Ve filmu ztvárnila předsedkyni sesterského spolku a zazpívala cover verzi písně „I Know What Boys Like“ z roku 1982 skupiny the Waitresses. Recenze filmu byly vesměs negativní, ale výkon Stoneové byla chválen, přičemž Ken Fox ze společnosti TV Guide napsal, že „je na dobré cestě stát se hvězdou“.
V roce 2009 se objevila ve třech filmech. Ztvárnila vedlejší roli v romantické komedii Bejvalek se nezbavíš, kde účinkovala po boku Matthewa McConaugheyho, Jennifer Garnerové a Michaela Douglase. V tomto filmu, který je volně založený na knize Vánoční koleda spisovatele Charlese Dickense z roku 1843, ztvárnila ducha, který pronásleduje bývalého přítele. Film obdržel negativní recenze od kritiků, ale stal se mírným komerčním úspěchem. Jejím finančně nejvýnosnějším počinem téhož roku se stal hororový komediální film Zombieland, který v kinech utržil 102,3 milionů dolarů, ve kterém účinkuje po boku Jesseho Eisenberga, Woodyho Harrelsona a Abigail Breslinové. Ve filmu ztvárnila roli podvodnice a přeživší zombie apokalypsy. V pozitivnější recenzi filmu Tim Robey z deníku The Daily Telegraph nazval „obrovsky nadějnou Stoneovou […] drsnou sušenkou, která promítá auru, že je moudřejší než je na její věk typické.“ Posledním filmem, ve kterém se v roce 2009 objevila, je komediální drama Papírový hrdina, které si od kritiků vysloužilo negativní recenze.

### Růst popularity (2010–2013)
Stoneová namluvila australského ovčáka ve filmu Marmaduk (2010), komedii režiséra Toma Deye založené na stejnojmenném komiksu Brada Andersona. Téhož roku nastal její průlom s hlavní rolí v teenagerské komedii Panna nebo orel režiséra Willa Glucka. Film, který je částečně založený na románu Šarlatové písmeno od Nathaniela Hawthorna z roku 1850, vypráví příběh Olive Penderghastové (kterou hraje Stoneová), středoškolské studentky, která se zaplete do komického sexuálního skandálu poté, co koluje falešná fáma, že je sexuálně promiskuitní. Scénář si přečetla předtím, než začal vývoj filmu, a pokračovala v něm se svým manažerem, zatímco se dokončovaly podrobnosti ve vývoji. Scénář označila jako „tak odlišný a jedinečný od všeho, co jsem předtím četla“, nazvala ho „vtipným a sladkým“. Když zjistila, že začal vývoj filmu, setkala se s Gluckem a vyjádřila své nadšení pro projekt. O několik měsíců později začal proces konkurzu a znovu se s Gluckem setkala a stala se jednou z prvních hereček na konkurzu. Film získal pozitivní recenze od kritiků a výkon Stoneové byl považován za hlavní přednost filmu. Anna Smithová z časopisu Time Out napsala: „Stoneová podává úžasný výkon, její vědomá přitažlivost implikuje intelekt a lhostejnost se základní vřelostí.“ Film se stal komerčním úspěchem a vydělal 75 milionů dolarů z rozpočtu 8 milionů dolarů. Obdržela nominace na cenu BAFTA pro vycházející hvězdu a Zlatý glóbus za nejlepší herečku (komedie / muzikál) a získala Filmovou cenu MTV za nejlepší komediální výkon.
V říjnu 2010 moderovala jednu epizodu komediální sketch show Saturday Night Live. Stoneová to nazvala „nejlepším týdnem mého života“. V roce 2011 znovu moderovala jednu epizodu pořadu, v roce 2014 se opět objevila v jedné epizodě a roku 2015 vystoupila ve speciálu ke 40. výročí pořadu. V roce 2011 se krátce objevila v komedii Kamarád taky rád a znovu se tak setkala s Gluckem. Následně ztvárnila vedlejší roli v romantické komedii Bláznivá, zatracená láska (2011) po boku Steva Carella, Ryana Goslinga a Julianne Moore. Ve filmu hrála absolventku právnické fakulty a měla milostný zájem o Goslingovu postavu. Navzdory tomu, že ve filmu našel „nějaké nevyhnutelné zhroucení konvence“, Drew McWeeny z webu HitFix napsal, že Stoneová „spojuje celý film dohromady“. Na předávání Teen Choice Awards 2012 za svůj výkon ve filmu získala cenu za nejlepší herečku v komedii. Film Bláznivá, zatracená láska se stal komerčním úspěchem a celosvětově vydělal 142,9 milionů dolarů při produkčním rozpočtu 50 milionů dolarů.
Stoneová, zděšena tím, že bude obsazována do rolí „sarkastická dívka, o kterou má hlavní hrdina zájem“, si zahrála v dobovém dramatu Černobílý svět (2011) po boku Violy Davis; film považovala za výzvu. Film je založen na stejnojmenném románu spisovatelky Kathryn Stockettové z roku 2009 a odehrává se ve městě Jackson v Mississippi v 60. letech. Když se setkala s režisérkou Tate Taylor, vyjádřila touhu pracovat na filmu. Režisérka řekl: „[Stoneová] byla naprosto nešikovná a trapná, se svým chraplavým hlasem, posadila se, trochu jsme se seznámily a náramně jsme si pomysleli, 'Bože! Bože! Tohle je Skeeter'.“ Byla obsazena do role Eugenie „Skeeter“ Phelan, ctižádostivé spisovatelka, která se učí o životech afroamerických služebných. V přípravě na roli se naučila mluvit jižanským přízvukem a prostřednictvím literatury a filmu se vzdělávala o Hnutí za občanská práva. S celosvětovou tržbou 216 milionů dolarů při rozpočtu 25 milionů dolarů se Černobílý svět stal do té doby nejvýdělečnějším filmem Stoenové. Film i její výkon získaly pozitivní recenze od kritiků. Anna Smithová, která psala pro Empire, napsala, že Stoneová byla „dobře míněná a nesmírně sympatická“, přestože v této postavě nacházela nedostatky. Film obdržel nominaci na Oscara za nejlepší film a získal cenu za nejlepší herecké obsazení od Women Film Critics Circle a Broadcast Film Critics Association.
Odmítla roli v akční komedii 21 Jump Street poté, co podepsala smlouvu k filmu Amazing Spider-Man z roku 2012, rebootu filmové série Spider-Man. Ztvárnila Gwen Stacy, milostný zájem hlavního superhrdiny, kterého ztvárnil Andrew Garfield.

## Osobní život

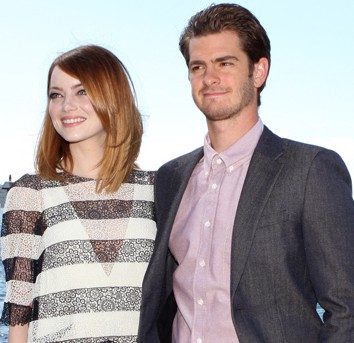
Stoneová a Andrew Garfield (2014)

Stoneová se v roce 2009 přestěhovala z Los Angeles do Greenwich Village v New Yorku. V roce 2016 se přestěhovala zpět do Los Angeles. I přes výraznou pozornost médií odmítá veřejně sdílet informace o svém osobním životě. Stoneová, která se vede normální život, řekla, že nemá ráda pozornost paparazzi mimo svůj domov. Vyjádřila svou lásku ke své profesi a uvedla, že na ni má v herectví vliv Diane Keatonová a nazvala ji „jednou z nejvíce zamaskovaných hereček všech dob“. Má velmi blízký vztah se svou rodinou. Řekla: „Jsem požehnána skvělou rodinou a skvělými lidmi kolem sebe, kteří by mě byli schopni kopnout do holeně, kdybych se někdy na minutu ztratila v oblacích. V tomto smyslu jsem měla opravdu štěstí.“
Dva roky byla ve vztahu roky s Kieranem Culkinem, hereckým kolegou kolegou z filmu Papírový hrdina. V roce 2011 se jejím partnerem stal Andrew Garfield, se kterým účinkovala ve filmu Amazing Spider-Man. O jejich vztahu se v médiích spekulovalo; dvojice o tom však odmítla veřejně mluvit, i když se spolu několikrát objevili na veřejnosti. V roce 2014, při příležitosti v New Yorku, Stoneová a Garfield vyzvali paparazzi, aby navštívili webové stránky, které šíří povědomí o poruchách jako je autismus. V roce 2015 bylo hlášeno, že se pár rozešel.
V roce 2017 navázala vztah s Davem McCarym, ředitelem segmentu Saturday Night Live. V prosinci 2019 se zasnoubili a následujícího roku proběhla jejich svatba. V lednu 2021 bylo oznámeno, že spolu čekají první dítě. V březnu 2021 se jim narodila dcera.
Řekla, že trpí astmatem, které objevila poté, co měla potíže s dýcháním při natáčení filmu Panna nebo orel. Její matce byla diagnostikována rakovina prsu a v roce 2008 byla vyléčena. Stoneová se svou matkou oslavila vyléčení tetováním ptačích nohou, které navrhl Paul McCartney, což je odkaz na píseň „Blackbird“ skupiny The Beatles, kterou milují.

## Filmografie

### Film
| Rok  | Název                              | Role                     | Poznámky                 |
| ---- | ---------------------------------- | ------------------------ | ------------------------ |
| 2007 | Superbad                           | Jules                    |                          |
| 2008 | Rocker                             | Amelia                   |                          |
| 2008 | Domácí mazlíček                    | Natalie                  |                          |
| 2009 | Bejvalek se nezbavíš               | Allison Vandermeersh     |                          |
| 2009 | Papírový hrdina                    | Abby                     |                          |
| 2009 | Zombieland                         | Wichita / Krista         |                          |
| 2010 | Marmaduk                           | Mazie (hlas)             |                          |
| 2010 | Panna nebo orel                    | Olive Penderghast        |                          |
| 2011 | Kamarád taky rád                   | Kayla                    |                          |
| 2011 | Bláznivá, zatracená láska          | Hannah Weaver            |                          |
| 2011 | Černobílý svět                     | Eugenia „Skeeter“ Phelan |                          |
| 2012 | Mládeži nepřístupno                | Veronica                 |                          |
| 2012 | Amazing Spider-Man                 | Gwen Stacy               |                          |
| 2013 | Croodsovi                          | Eep (hlas)               |                          |
| 2013 | Gangster Squad – Lovci mafie       | Jean                     |                          |
| 2014 | Kouzlo měsíčního svitu             | Sophie Baker             |                          |
| 2014 | Amazing Spider-Man 2               | Gwen Stacy               |                          |
| 2014 | Birdman                            | Sam Thomson              |                          |
| 2014 | The Interview                      | sama sebe                | cameo                    |
| 2015 | Aloha                              | Allison Ng               |                          |
| 2015 | Iracionální muž                    | Jill Pollard             |                          |
| 2016 | Popstar: Never Stop Never Stopping | Claudia Cantrell         | cameo                    |
| 2016 | La La Land                         | Mia Dolan                |                          |
| 2017 | Souboj pohlaví                     | Billie Jean Kingová      |                          |
| 2018 | Favoritka                          | Abigail Masham           |                          |
| 2019 | Zombieland: Rána jistoty           | Wichita / Krista         |                          |
| 2020 | Croodsovi: Nový věk                | Eep Crood (hlas)         |                          |
| 2021 | Cruella                            | Cruella de Vil           | také výkonná producentka |
| 2023 | Chudáčci                           | Belle Baxter             | také producentka         |
| 2024 | Milé laskavosti                    | Rita / Liz / Emily       |                          |

#### Jako producentka
| Rok  | Název                             | Role | Poznámky    |
| ---- | --------------------------------- | ---- | ----------- |
| 2022 | Až skončíš se zachraňováním světa | —    | producentka |
| 2023 | Problemista                       | —    | producentka |
| 2024 | I Saw the TV Glow                 | —    | producentka |
| 2024 | A Real Pain                       | —    | producentka |

### Televize
| Rok       | Název                       | Role                | Poznámky                                               |
| --------- | --------------------------- | ------------------- | ------------------------------------------------------ |
| 2005      | The New Partridge Family    | Laurie Partridge    | pilotní epizoda                                        |
| 2005      | Médium                      | Cynthia McCallister | díl: Sladké sny                                        |
| 2006      | Sladký život Zacka a Codyho | Ivana Tipton (hlas) | díl: Tlačenice                                         |
| 2006      | Malcolm v nesnázích         | Diane               | díl: Lois Strikes Back                                 |
| 2006      | Lucky Louie                 | Shannon             | díl: Get Out                                           |
| 2007      | Drive                       | Violet Trimble      | 6 dílů                                                 |
| 2010–2017 | Saturday Night Live         | ona sama            | 4 díly                                                 |
| 2011      | Robot Chicken               | různé hlasy         | 2 díly                                                 |
| 2012      | Studio 30 Rock              | ona sama            | díl: The Ballad of Kenneth Parcell                     |
| 2012      | iCarly                      | ona sama            | díl: iFind Spencer Friends                             |
| 2016      | Maya & Marty                | ona sama            | díl: Sean Hayes, Steve Martin, Kelly Ripa & Emma Stone |
| 2018      | Maniak                      | Annie Landsberg     | 10 dílů; také výkonná producentka                      |
| 2023–2024 | The Curse                   | Whitney Siegel      | 10 dílů; také výkonná producentka                      |

### Videohra
| Rok  | Název         | Role                     |
| ---- | ------------- | ------------------------ |
| 2012 | Sleeping Dogs | Amanda Cartwright (hlas) |

### Divadlo
| Rok       | Název   | Role         | Poznámky            |
| --------- | ------- | ------------ | ------------------- |
| 2014–2015 | Kabaret | Sally Bowles | Studio 54, Broadway |

## Ocenění a nominace
Stoneová byla oceněna Akademií filmového umění a věd za následující:
- 87. ročník udílení Oscarů: Nejlepší herečka ve vedlejší roli, nominace, za Birdman (2014)
- 89. ročník udílení Oscarů: Nejlepší herečka, vítězství, za La La Land (2016)
- 91. ročník udílení Oscarů: Nejlepší herečka ve vedlejší roli, nominace, za Favoritka (2018)
- 96. ročník udílení Oscarů: Nejlepší herečka, vítězství, za Chudáčci (2023)
- 96. ročník udílení Oscarů: Nejlepší film, nominace, za Chudáčci (2023)

Obdržela také pět nominací na Filmovou cenu Britské akademie: nejlepší vycházející hvězda, nejlepší herečka ve vedlejší roli za své výkony ve filmech Birdman a Favoritka a nejlepší herečka v hlavní roli za své výkony ve filmech La La Land a Chudáčci, přičemž poslední dvě ceny získala. Mezi další ocenění, která za výkon ve filmu La La Land, získala, patří Zlatý glóbus za nejlepší herečku (komedie / muzikál), Cena Sdružení filmových a televizních herců za nejlepší herečku a Volpi Cup pro nejlepší herečku na Benátském filmovém festivalu.